# Land of the Dead: Road to Fiddler's Green
Land of The dead: Road to Fiddler's Green (укр. Земля Мертвих: Дорога до Фідлерз Ґрін) — відеогра у жанрі шутер від першої особи з елементами Survival Horror. Розроблена компанією Brainbox Games, видана компанією Groove Games. Гра використовує рушій на основі технології гри Unreal. Є можливість грати, як в одиночному, так і в мережевому режимі на 8 учасників.

## Сюжет
Головний герой гри — фермер Джек. Як тільки він дав корм свиням, погасло світло. Знаючи, що так інколи буває, Джек подзвонив до електричної компанії, але в слухавці була мертва тиша. Тоді він не надав цьому значення. Опісля Джек побачив на ґанку незнайомого чоловіка. Вирішивши дізнатись, що йому потрібно, Джек підходить до незнайомця, але несподівано отримує сильний удар від нього. Джек намагається оборонятися, але незнайомець не реагує ні на які удари. Тоді Джек дістає з горища гвинтівку і вбиває незнайомця. За незнайомцем до Джека потяглися інші невідомі. Він всіх убив. Незнайомці виглядали, як трупи, що пролежали деякий час у вигрібній ямі. Джек вирішив дізнатись, що відбувається, йде до сусідів через кукурудзяне поле, але запізнюється. Незнайомці просто з'їли його сусідів. По телевізору Джек дізнається жахливе пояснення усьому — мерці по всьому світу ожили й поїдають плоть живих людей. Зібравшись з силами, Джек захищається від усіх живих мерців, які оточили дім. Він вирішує залишитись на фермі. Але продуктові запаси поволі закінчувались, мерці прибували, а сам Джек повільно божеволів від самотності. Одного дня по радіо передали, що військові організували декілька сховищ у місті. Зрозумівши, що втрачати нічого, Джек їде до нього.
Місто охоплене вогнем, забите машинами. Джек бачить у вікні людину, яка передає сигнал тривоги SOS. Але людина знаходиться у госпіталі та, щоб туди пройти, Джеку довелося пробиватися крізь орди живих мерців. Потім, через каналізацію він все ж добирається до місця призначення. У госпіталі він знаходить уцілілого — лікаря. Він каже Джеку, що дістався до міста для поповнення запасів, але під час нападу мерців, він зачинився у кімнаті охорони. Двері замкнуті. Лікар прохає Джека відчинити її. Полум'я з міста охоплює будівлю, руйнуючи її. Джек повертається до лікаря, але той уже перетворився на нового «живого мерця». Джек убиває його, після чого рятується з палаючого госпіталю. Пройшовши по перевулкам, він потрапляє до поліцейського відділку. Там він знаходить Отіса — далекобійника, який сидів за ґратами. Джек звільняє його, а потім, використовуючи снайперську гвинтівку, прикриває Отіса, щоб той добіг до своєї вантажівки на штрафстоянці. Отіс несподівано їде, щось крикнувши Джеку, з чого він розібрав лише слово «театр». Через каналізацію Джек дістається до театру і проводить там «зачистку». Опісля декількох годин відпочинку він чує гудок вантажівки. Це був Отіс. Він каже Джеку, що є «Місто Живих», але воно оточене водяною огорожею. Вони поїхали у місцеві доки, де знайшли єдиний справний катер, проте ворота гавані були зачинені. Джек та Отіс відчиняють ворота, після чого відпливають. Під час подорожі на катері виявляється, що Отіса покусали, і він прохає Джека вбити його. Джек виконує волю напарника і добиває Отіса.
Допливши до причалу «Міста Живих», Джек бачить, що мерці уже подолали водяну огорожу. Голова міста прохає Джека відчинити міст, щоб перевезти вантажівку з припасами. Джек виконує це. Але ворота не зачиняються, мерці намагаються проникнути до міста. Джек, використовуючи шестиствольний кулемет Гатлінга, вбудований на машині, відбивається від атаки мерців, поки ворота не зачинили. Джек підходить до Кауфмана — мера міста. Той прохає Джека звільнити від мерців «Фідлерз Грін» — елітний хмарочос для багатих. За це Кауфман пообіцяв Джеку житло у хмарочосі. Джек погоджується. Він зачищає гараж, вестибюль, нижні та верхні поверхи. І, нарешті, він дістається до самої вершини, де виконує останню стадію «зачистки». Після цього Кауфман відчиняє «Фідлерз Грін», Джек отримує свою квартиру, а мерці більше не хвилюють «Місто Живих» за водяною і кам'яною огорожами.
Проте, терор за стінами не припиняється. Мерці вже пройшли водяну огорожу і намагаються пройти через бетонний мур. Невдовзі один із мерців помічає біля трупа військового кувалду. Піднявши її, зомбі здогадується, як її використовувати й завдає удару по стіні, відбиваючи з неї шматок…

## Зброя
Вогнепальна:
- Рушниця «Winchester» (Cal-.22)
- Револьвер (Cal-.44)
- Пістолет «Глок-17» (Cal-9x19mm)
- Дробовик «Ремінгтон 870» (Cal-12x70mm)
- Автомат «М-16a1» (Cal-5.56x45mm)
- Снайперська гвинтівка «M-40» (Cal-7.62x51mm)
- Також, під час закриття мосту у «Місто Живих», герой використовує шестиствольний кулемет Гатлінга, перебуваючи на машині й відстрілюючи зомбі.

Холодна:
- Кулаки — маються з самого початку і, якщо, немає іншої рукопашної зброї.

Альт. атака — удар з розмаху.
- Молоток — гравець бере його у сараї.

Альт. атака — удар стороною цвяхосмика знизу-вверх.
- Совкова лопата — знаходиться біля сараю з гострозубцями.

Альт. атака — «тичковий» удар.
- Бейсбольна бита — знаходиться в каналізації.

Альт. атака — удар з розмаху.
- Ключка для гольфу — знаходиться біля входу в госпіталь.

Альт. атака — удар з розмаху зверху-вниз.
- Пожежна сокира — знаходиться у госпіталі.

Альт. атака — «зачеп» ворога зворотньою стороною сокири з відриванням.
- Водопровідна труба — знаходиться у місті, на шляху до поліцейського відділку.

Альт. атака — удар на відсіч.
- Кунг-фу кулаки — таємна зброя. Знаходиться в домі сусідів (на другому рівні, в помешканні сусідів, зайти на другий поверх в спальню, відчинити двері до комори, підійти до книжкової шафи й натиснути «Дія», гравець отримає кунг-фу кулаки, але вони зникнуть, якщо підняти іншу холодну зброю, а повернути їх можна буде лише за допомогою чіт-кода); у кімнаті, в якій знаходиться ключ від готелю (2); на автостоянці Фідлерз Грін (3).

Альт. атака — швидка комбінація ударів руками.

## Цікаві факти
- Ймовірно, події гри відбуваються за декілька днів до початку подій фільму. Підтвердження цьому слугує те, що у грі Кауфман ще живий (у фільмі він загинув), а також відкриття вежі Фідлерз Ґрін, яку заполонили зомбі (у фільмі хмарочос уже був заселений багатими людьми) і кінцівка гри, де зомбі підбирає кувалду та руйнує нею стіну (у фільмі «Місто Живих» уже було заповнене зомбі).
- У М-16A1 місткість магазина становить 30 патронів — при тому, вона зображена з 20-зарядним коробчатим магазином.